# Mundulea sericea
Mundulea sericea är en ärtväxtart som först beskrevs av Carl Ludwig von Willdenow, och fick sitt nu gällande namn av Auguste Jean Baptiste Chevalier. Mundulea sericea ingår i släktet Mundulea och familjen ärtväxter.

## Underarter
Arten delas in i följande underarter:
- M. s. madagascariensis
- M. s. sericea